# 泰奧多爾·盧梭
艾蒂安·皮埃爾·泰奧多爾·盧梭（法語：Étienne Pierre Théodore Rousseau，1812年4月15日—1867年12月22日），法國巴比松派的風景畫家。
盧梭的風景畫以強烈的色彩、大膽的筆觸、和獨特的主題聞名，評價有褒有貶，是提高法國風景畫家地位的重要人物。在19世纪初，他的作品被拒於主流畫派長達10年的時間，最後終於在1848年獲得大眾的認可，正式有公開展出，並被授與榮譽的十字勛章。並成為將巴比松派接續到印象派的重要畫家。

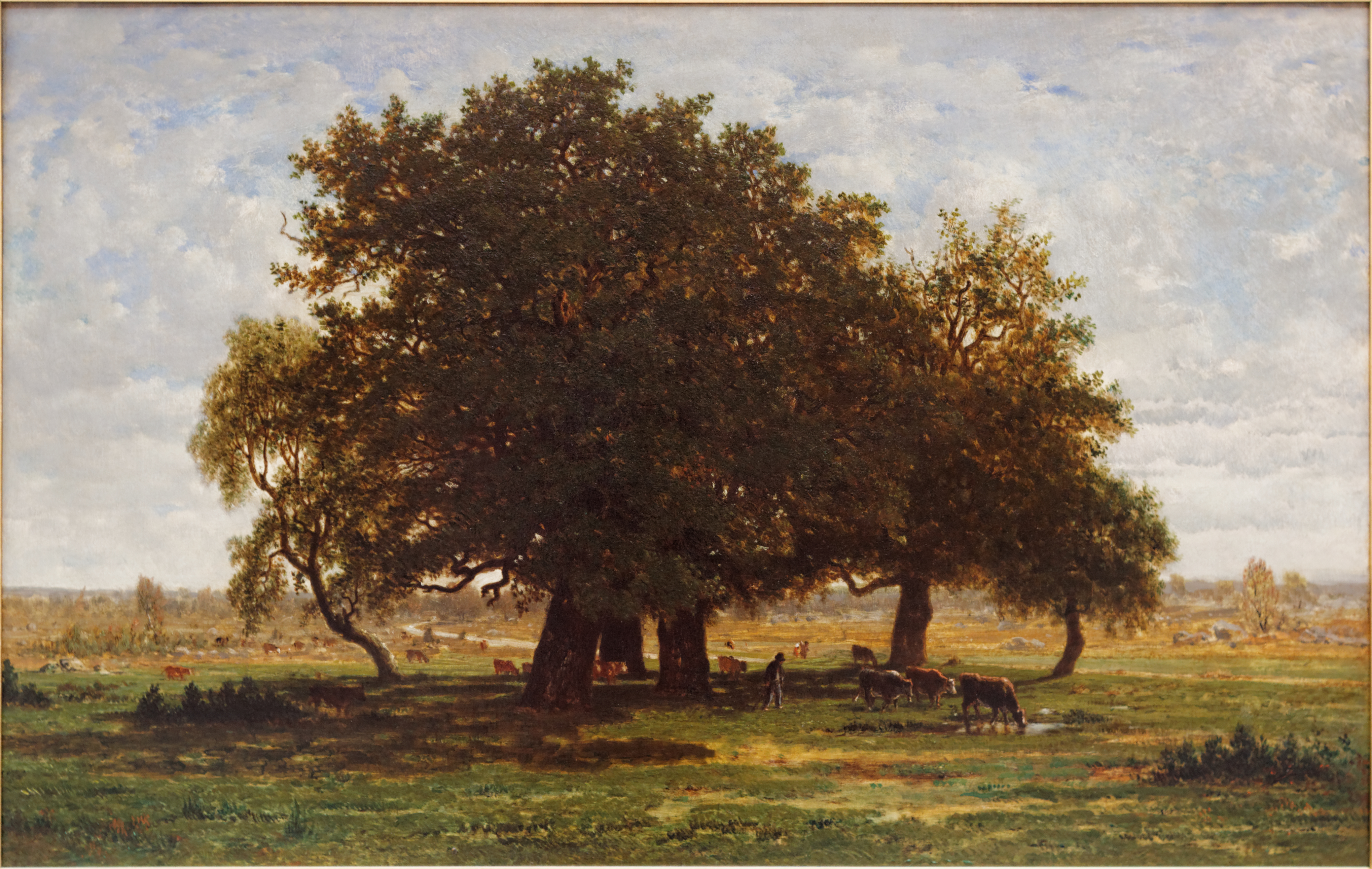
橡树林Les chênes d'Apremont